# Спанчово
Спанчово или Спанчево (грч. Λατομείο, Латомио) је насељено место у општини Пеонија у периферији Средишња Македонија, Грчка. Према попису из 2021. године било је 7 становника.
Према бугарском географу и историчару, Василу Канчову, у Спанчову је 1900. године живело 78 Словена хришћана. За време Другог балканског рата 1913. године, приликом наступања грчке војске село је запаљено а његово становништво је избегло. Исте године досељене су сточарске породице велепоседника Аркудас и Каратодорос, које су откупиле сеоску земљу. На попису из 1928. године насеље је имало 63 становника.